# Quirin Amian
Quirin Amian (* 28. April 1913; † 1. September 1980) war ein deutscher Zahnarzt.

## Leben
Amian promovierte im Juni 1951 an der Medizinischen Fakultät der Universität Bonn. Er war in Boscheln als Zahnarzt niedergelassen.
Ab 1957 gehörte er der Versammlung der Zahnärztekammer Nordrhein an und wurde 1961 in den Vorstand gewählt. Von 1969 bis zur Aufgabe seiner Ämter aus gesundheitlichen Gründen im Jahr 1975 war er Präsident der Zahnärztekammer Nordrhein.

## Ehrungen
- 1974: Ehrennadel der Deutschen Gesellschaft für Zahn-, Mund- und Kieferheilkunde (DGZMK)[4]
- 1976: Verdienstkreuz 1. Klasse des Verdienstordens der Bundesrepublik Deutschland
- Ehrenmitglied der Zahnärztekammer Nordrhein[5]

## Belege
1. ↑  Bundesarchiv R 55/23555
2. ↑  Grabsteine: Friedhof Friedenstraße Übach-Palenberg (Heinsberg), genealogy.net, abgerufen am 19. Mai 2014.
3. ↑  
Stadt Übach-Palenberg: Jahresrückblick 1980 (Memento vom 4. Oktober 2019 im Internet Archive)
4. ↑  Ehrennadel. Deutsche Gesellschaft für Zahn-, Mund- und Kieferheilkunde (DGZMK), abgerufen am 4. April 2021.
5. ↑  Kurzporträt Quirin Amian auf S. 352 (Memento vom 4. März 2016 im Internet Archive)

| Personendaten    | Personendaten      |
| ---------------- | ------------------ |
| NAME             | Amian, Quirin      |
| KURZBESCHREIBUNG | deutscher Zahnarzt |
| GEBURTSDATUM     | 28. April 1913     |
| STERBEDATUM      | 1. September 1980  |